# Gmina Odžak
Gmina Odžak (boś. Općina Odžak) – gmina w Bośni i Hercegowinie, w kantonie posawskim. W 2013 roku liczyła 18 821 mieszkańców.